# 蓋斯山 (阿爾高阿爾卑斯山脈)
47°28′11.54″N 10°28′36.56″E / 47.4698722°N 10.4768222°E

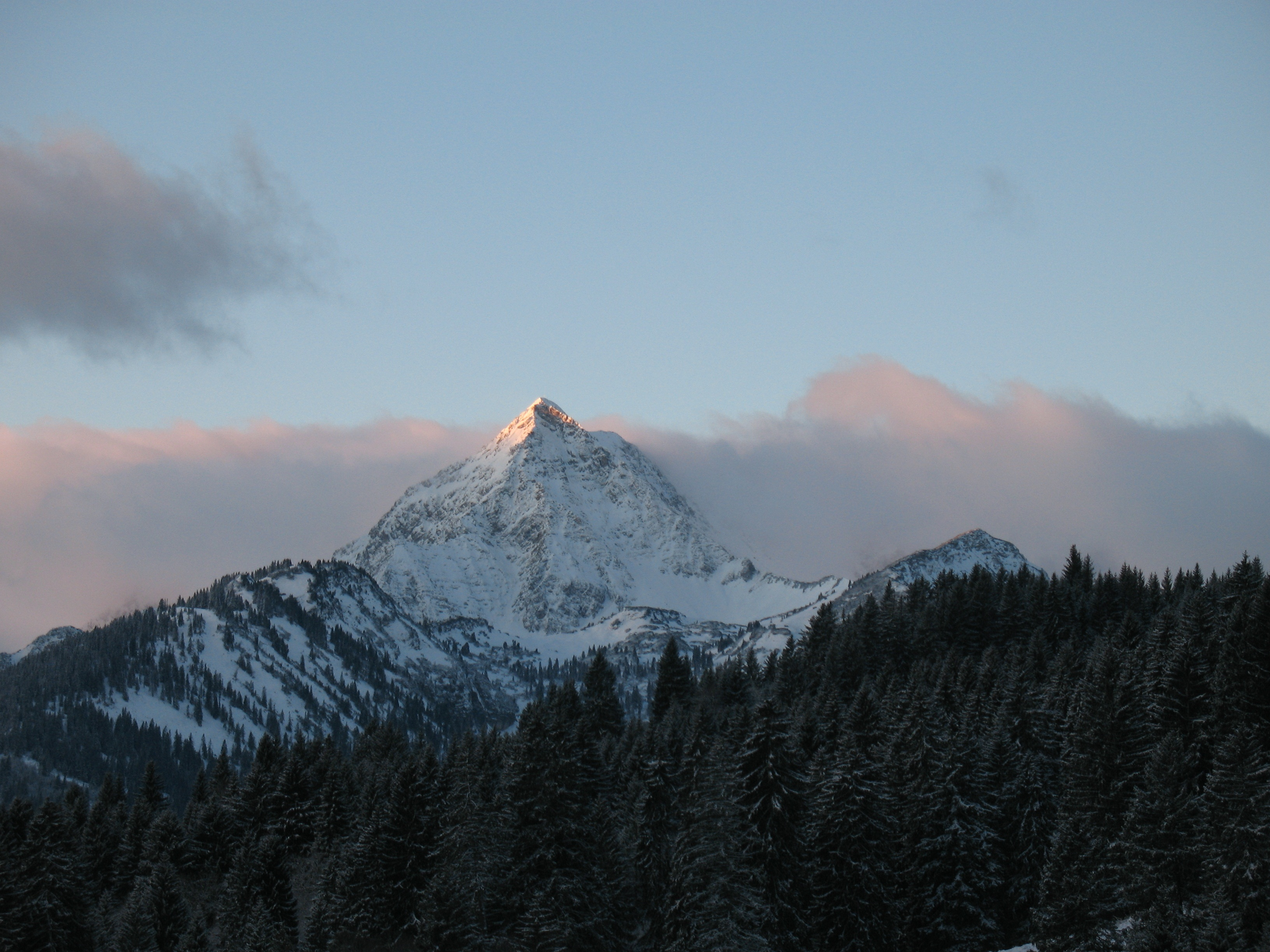

蓋斯山（德語：Gaishorn），是奧地利的山峰，位於該國西部，由蒂羅爾州負責管轄，屬於阿爾高阿爾卑斯山脈的一部分，距離萊拉赫峰6.2公里，海拔高度2,247米，每年平均降雨量1,698毫米。